# Kruisiging van Christus (Carracci)

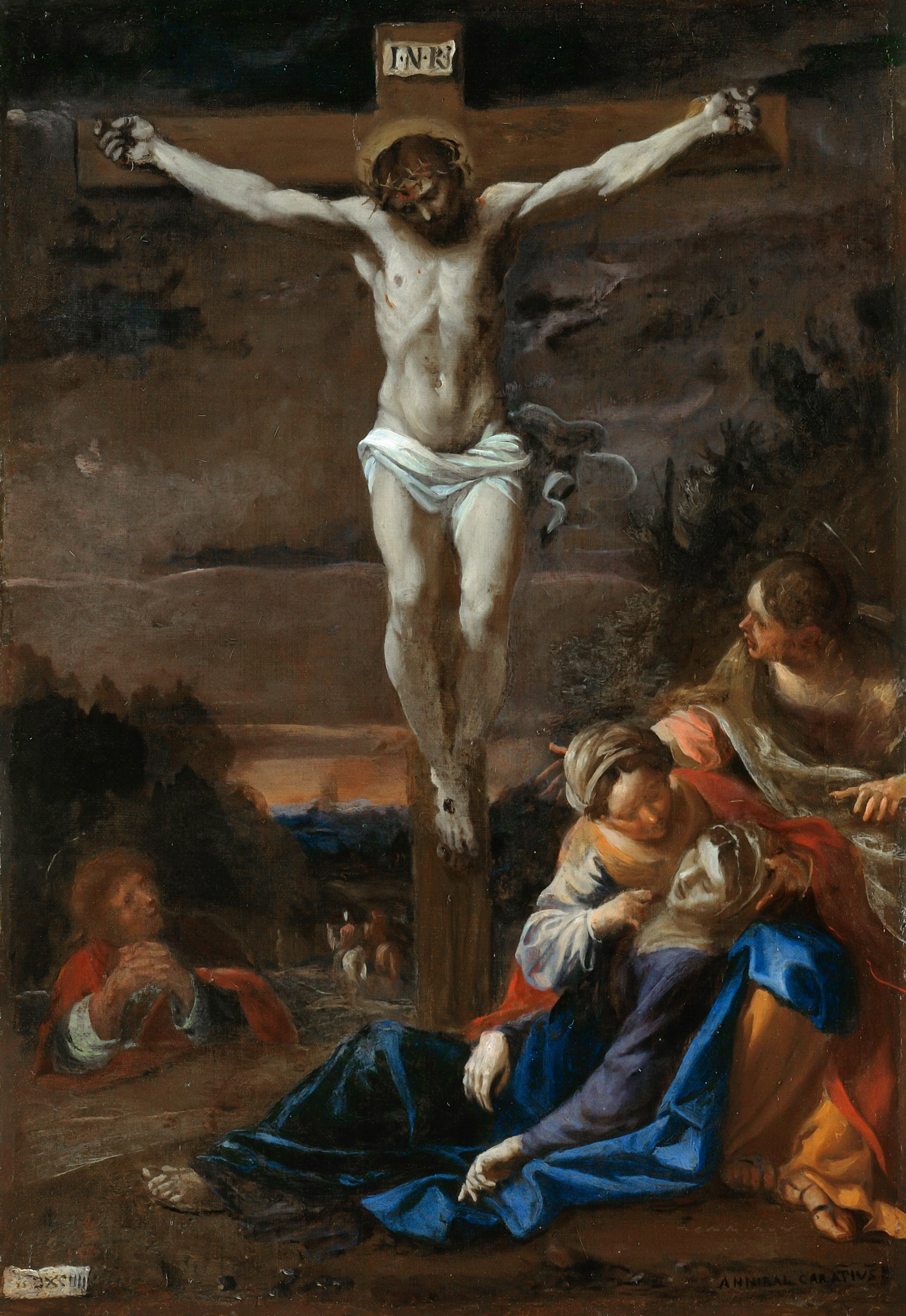
Schilderij van Carracci

De Kruisiging van Christus is een schilderij van de Italiaanse schilder Annibale Carracci (1560–1609), dat in het bezit is van de Staatliche Museen zu Berlin.
Op het schilderij is Christus te zien die aan het kruis genageld is. Ook Maria is te zien. Zij ligt aan de voet van het kruis en wordt ondersteund door heilige vrouwen. Links van het kruis is Johannes de Doper afgebeeld. 
Cornelis Bloemaert II maakte na 1633, toen hij in Rome verbleef, een reproductie van dit werk in de vorm van een gravure. Door de druktechniek is deze gravure het spiegelbeeld van het schilderij.

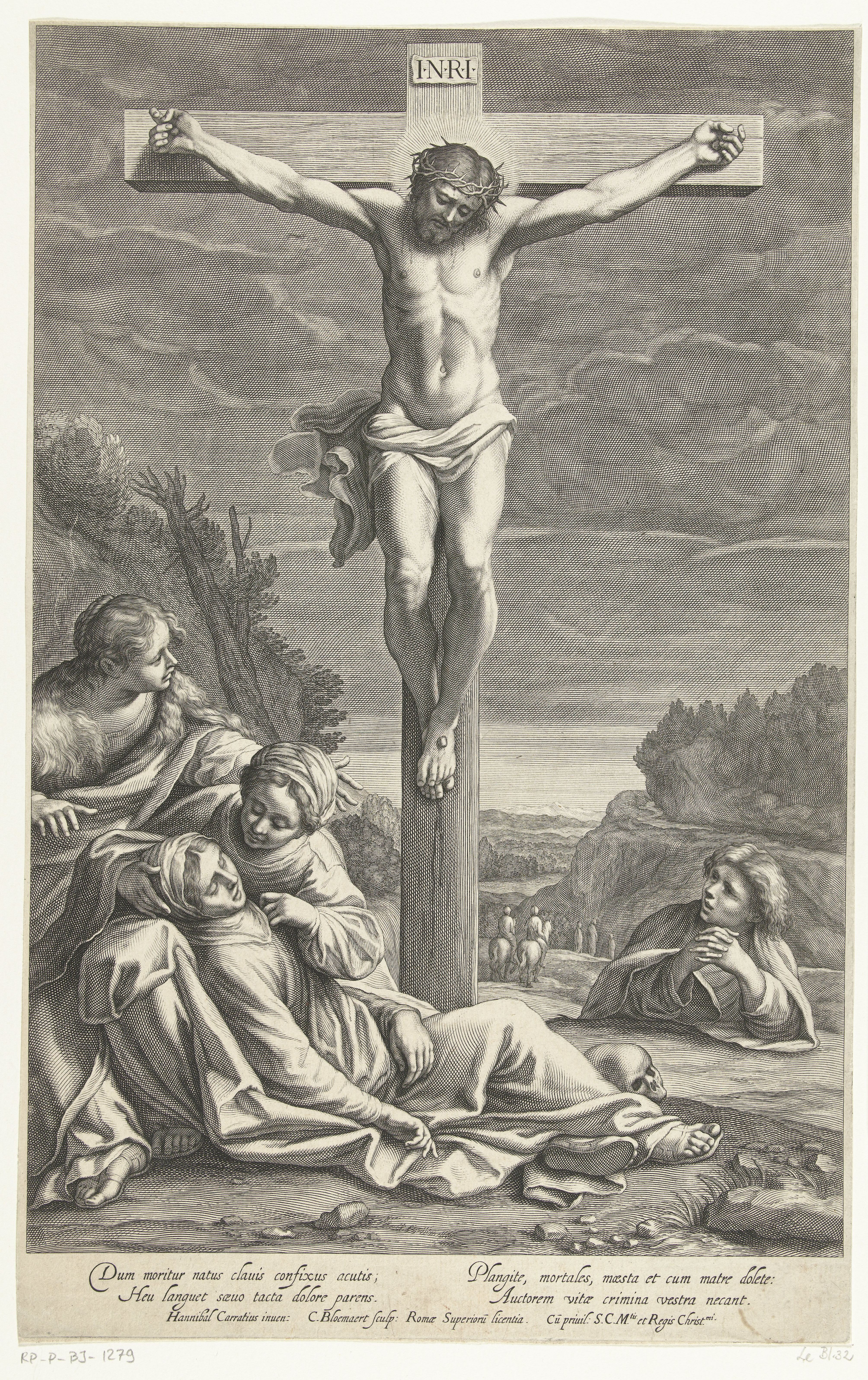
Gravure door Bloemaert II